# Parantica pumila
Espèce
Statut de conservation UICN

 LC  : Préoccupation mineure
Parantica pumila est une espèce d'insectes lépidoptères (papillons) de la famille des Nymphalidae, de la sous-famille des Danainae et du genre Parantica.

## Dénomination
Parantica pumila a été nommée par Boisduval en 1859.
Synonymes : Danais pumila (Boisduval, 1859); Danaaus pumila ..

### Noms vernaculaires
Parantica pumila se nomme Least Tiger en anglais

### Sous-espèces
- Parantica pumila pumila (Boisduval, 1859) - Iles Loyauté.
- Parantica pumila hebridesia (Butler, 1875) - Nouvelles-Hébrides.
- Parantica pumila mariana (Butler, 1865) - Nouvelle-Calédonie[1].

## Description
C'est un très grand papillon blanc crème, blanc verdi pour la sous-espèce Parantica pumila mariana, très largement bordé de marron. Le verso est identique avec les nervures soulignées de marron.

## Écologie et distribution
Parantica pumila pumila est présent en Nouvelle-Calédonie à Grande Terre et aux Iles Loyauté, Parantica pumila hebridesia est présent au Vanuatu et Parantica pumila mariana en Nouvelle-Calédonie,.

## Biotope
Il réside en lisière des forêts et dans les jardins.

## Protection
Parantica pumila est inscrit sur le Red data Book comme LC.